# Afrikaanse Unie

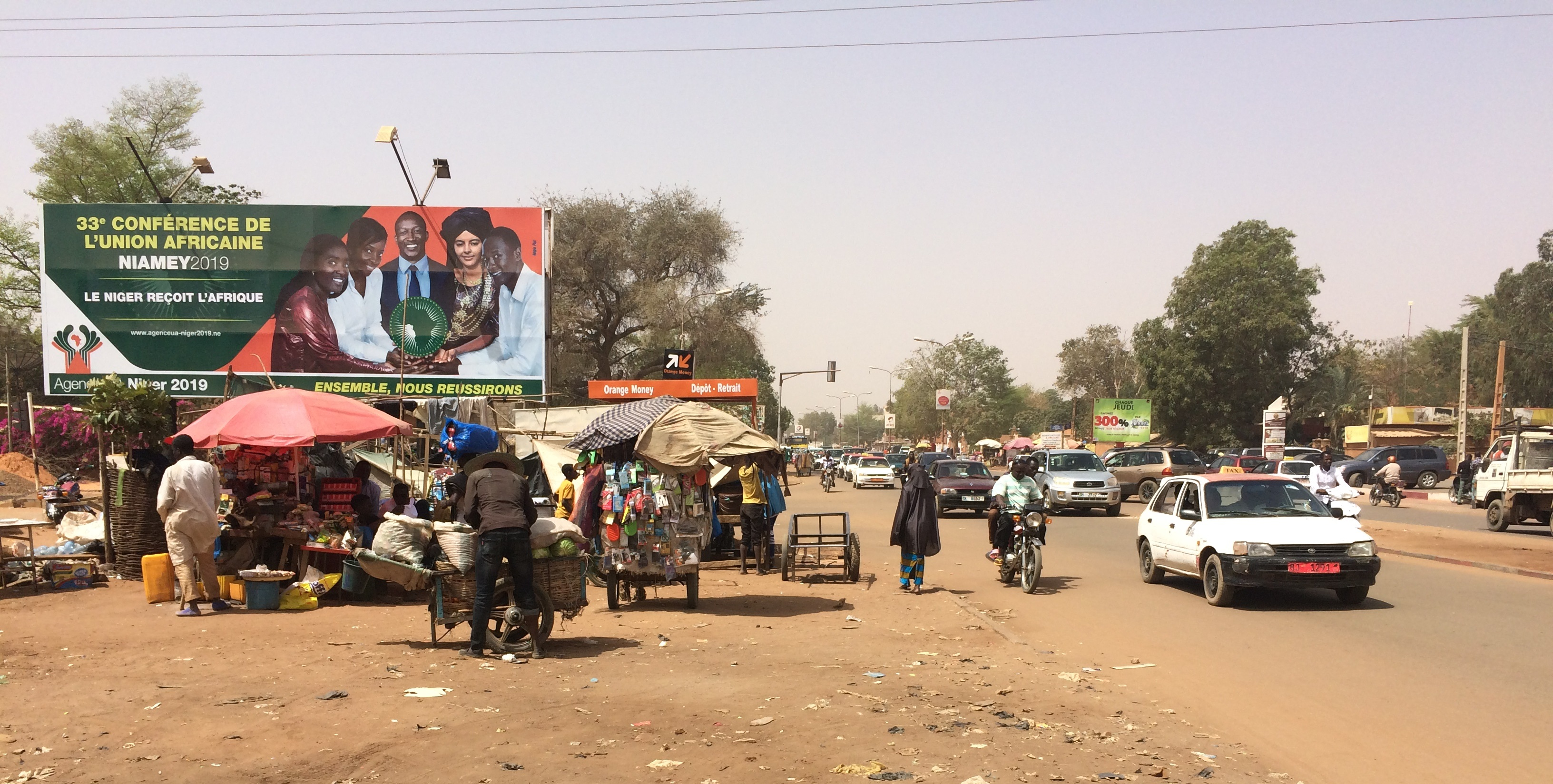
Aanplakbord in Niamey (Niger) met de aankondiging voor de 33e topconferentie van de AU, in 2019.

De Afrikaanse Unie (AU) is een intergouvernementele en supranationale politieke unie van Afrikaanse landen en de opvolger van de Organisatie van Afrikaanse Eenheid.
De AU heeft net als haar voorganger haar hoofdkantoor in de Ethiopische hoofdstad Addis Abeba. Ze heeft een parlement (Pan-Afrikaans Parlement) in Midrand (Zuid-Afrika) en een Vrede en Veiligheidsraad.

## Oprichting
De Afrikaanse Unie (AU) is de opvolger van de Organisatie van Afrikaanse Eenheid (OAE). In september 1999 kwamen de leiders van de OAE bijeen in het Libische Sirte, op uitnodiging van de toenmalige Libische leider Muammar Gaddafi. Op 9 september gaven zij daar de zogenaamde "Sirte-declaratie" uit, waarin de oprichting van de Afrikaanse Unie werd aangekondigd. Een belangrijk doel was het oprichten van een "Afrikaanse Economische Gemeenschap".
Op 11 juli 2000 werden in Togo de oprichtings-statuten vastgesteld, die op 26 mei 2001 in werking traden. De eerste vergadering van 9 tot 11 juli 2002 in Durban markeerde het einde van de OAE.
De eerste voorzitter was de Zuid-Afrikaanse president Thabo Mbeki. Gemodelleerd naar de Europese Unie zijn de doelen van de Unie het bevorderen van democratie, mensenrechten en ontwikkeling.

## Activiteiten
Al vrij snel na de oprichting bleek de Afrikaanse Unie veel efficiënter te zijn dan haar voorganger. Zo was zij de belangrijkste bemiddelaar bij het conflict in Darfur dat in die tijd speelde. Ook nam de AU het initiatief voor diverse VN-vredesmissies rond dit conflict. Onder andere werd in mei 2004 de vredesmissie UNAMIS ingesteld, gevolgd door diverse andere missies.
Op 11 juli 2003 nam de Afrikaanse Unie het Maputo-Protocol aan ter erkenning van de rechten en vrijheden van Afrikaanse vrouwen en ter bevordering van hun emancipatie.
In maart 2004 werd de eerste zitting van het Pan-Afrikaans Parlement feestelijk geopend. De eerste voorzitter van het parlement was Gertrude Mongella. Het Parlement heeft een raadgevende functie en is gevestigd in de Zuid-Afrikaanse plaats Midrand, waar op 16 september 2004 de eerste werkdag plaatsvond.

## Politiek

### Organen
De taken van de AU berusten bij achttien organen, waaronder: de Vergadering (Assembly), de Uitvoerende Raad (Executive Council), de Raad voor Vrede en Veiligheid (Peace and Security Council, PSC), het Pan-Afrikaans Parlement, het Afrikaans Hof voor de Mensenrechten, de Economische, Sociale en Culturele Raad (Economic, Social and Cultural Council, ECOSOCC) en de Commissie.
De Vergadering is het leidend orgaan en bestaat uit staats- en regeringsleiders van de lidstaten of hun vertegenwoordigers. De Uitvoerende Raad bestaat uit de Ministers van Buitenlandse zaken of andere ministers afgevaardigd door de lidstaten. De PSC bestaat uit vijftien leden en beslist over vredesoperaties. Het Pan-Afrikaans Parlement heeft per lidstaat maximaal vijf leden (in 2024 zijn er 55 lidstaten, dus heeft het Parlement maximaal 275 leden). Het Parlement heeft slechts raadgevende bevoegdheid.
Het Afrikaans Hof voor de Mensenrechten telt elf rechters die een termijn van zes jaar dienen, eenmaal verlengbaar. ECOSOCC is een adviesorgaan dat een stem geeft aan civiele organisaties. De Commissie is het secretariaat van de Afrikaanse Unie en bestaat uit een voorzitter, een ondervoorzitter en elf commissarissen die elk een sub-regio van Afrika vertegenwoordigen.

### Governance
Het belangrijkste onderwerp van debat op de 9de AU-top van juli 2007 in Accra, Ghana, was de oprichting van een regering van de Afrikaanse Unie met als doel de overgang naar een 'Verenigde Staten van Afrika'. Een studie over de regering van de Unie werd eind 2006 goedgekeurd en stelt verschillende opties voor om het project van de Afrikaanse Unie te 'voltooien'. Tussen de verschillende Afrikaanse staten heerst er echter enige verdeeldheid over de voorstellen. Sommige staten (met name Libië) bepleiten een maximalistische visie die moet leiden tot een gemeenschappelijke regering met een Unie-leger. Andere - vooral de Zuid-Afrikaanse - staten steunen eerder een versterking van de bestaande structuren via hervormingen om de administratieve en politieke uitdagingen aan te gaan en zo de Commissie en de andere organen van de AU echt effectief te maken.
Na een verhit debat in Accra keurde de Vergadering van staatshoofden en regeringsleiders een verklaring goed waarin werd opgeroepen de huidige stand van zaken van de AU te herzien om vervolgens te kunnen vaststellen of ze bereid zou zijn een regering van de Afrikaanse Unie te vormen. Specifiek stemde de Vergadering ermee in om:
- De economische en politieke integratie van het Afrikaanse continent te versnellen, met inbegrip van de vorming van een regering van de AU;

- Een audit uit te voeren van de instellingen en organen van de AU; de relatie tussen de AU en de Regionale Economische Gemeenschappen (REG) herzien; manieren te vinden om de AU te versterken en een tijdschema uit te werken voor de oprichting van een regering van de AU.

Ten slotte werd in de verklaring gewezen op het "belang van het betrekken van de Afrikaanse volkeren, met inbegrip van de Afrikanen in de diaspora, bij de processen die leiden tot de vorming van de regering van de Unie."
Naar aanleiding van deze beslissing werd een panel opgericht om de audit review uit te voeren. Het beoordelingsteam begon op 1 september 2007 met zijn werkzaamheden en de beoordeling werd op de 10de top van januari 2008 in Addis Abeba aan de Vergadering van staatshoofden en regeringsleiders gepresenteerd. Er werd echter geen definitief besluit genomen over de aanbevelingen en er werd een commissie van tien staatshoofden aangesteld om de evaluatie te bestuderen en verslag uit te brengen over de top van juli 2008 in Egypte. Op de top van juli 2008 werd een besluit opnieuw uitgesteld voor een "laatste" debat op de top van januari 2009 in Addis Abeba.

### Rol van de Afrikaanse Unie
Een van de belangrijkste discussies met betrekking tot het bereiken van een grotere continentale integratie is de discussie omtrent de prioriteit die moet worden gegeven aan de integratie van het continent als geheel, of aan de integratie van de subregio's. In het Lagos Plan of Action for the Economic Development of Africa uit 1980 van de OAE en het verdrag van 1991 tot oprichting van de Afrikaanse Economische Gemeenschap (ook wel het Verdrag van Abuja genoemd), werd de oprichting voorgesteld van Regionale Economische Gemeenschappen (REG's) als basis voor Afrikaanse integratie, waarbij later een tijdschema voor de regionale en vervolgens continentale integratie zou volgen.[55]
Momenteel zijn er acht REG's erkend door de AU, elk opgericht in het kader van een afzonderlijk regionaal verdrag. Zij zijn:
- de Unie van de Arabische Maghreb (AMU)
- de Gemeenschappelijke Markt voor Oostelijk en Zuidelijk Afrika (COMESA)
- de Gemeenschap van Sahel-Saharastaten (CEN-SAD)
- de Oost-Afrikaanse Gemeenschap (EAC)
- de Economische Gemeenschap van Centraal-Afrikaanse Staten (ECCAS)
- de Economische Gemeenschap van West-Afrikaanse Staten (ECOWAS)
- de Intergouvernementele Autoriteit voor Ontwikkeling (IGAD)
- de Ontwikkelingsgemeenschap van Zuidelijk Afrika (SADC)

Het lidmaatschap van veel van de gemeenschappen overlapt en het rationaliseren van deze organisaties is al enkele jaren onderwerp van discussie - en vormde het thema van de Banjul-top van 2006. Op de top van Accra in juli 2007 heeft de Assemblee uiteindelijk besloten een protocol over de betrekkingen tussen de Afrikaanse Unie en de regionale economische gemeenschappen aan te nemen. Dit protocol is bedoeld om de harmonisering van het beleid te vergemakkelijken en om de naleving van de tijdschema's van het Verdrag van Abuja en het actieplan van Lagos te waarborgen.

### Lidstaten
Alle 55 Afrikaanse landen zijn lid van de Afrikaanse Unie. Van een aantal landen is het lidmaatschap opgeschort. Daarnaast zijn er ook vier landen die de status van observeerder hebben.

#### Marokko en de Westelijke Sahara
De Arabische Democratische Republiek Sahara (ADRS) wordt erkend door de Afrikaanse Unie en is ook lid. Marokko claimt echter ook de Westelijke Sahara en bestuurt een groot deel van deze voormalige Spaanse kolonie. De rest is een gedemilitariseerde zone waar Marokko de aanwezigheid van eenheden van de ADRS verbiedt. De ADRS heeft geen aanwezigheid in de Westelijke Sahara, maar bevindt zich in Tindouf in het westen van Algerije. Veel leden van de Afrikaanse Unie erkennen de Westelijke Sahara ook als een soeverein land. Volgens het Internationaal Gerechtshof en daarmee het volkenrecht is de Westelijke Sahara betwist gebied. De claim van Marokko wordt echter internationaal door steeds meer landen erkend, bijvoorbeeld door de Verenigde Staten in 2022 en een meerderheid van de Afrikaanse Unie als ook steeds meer Caraïbische en Zuid-Amerikaanse landen. Daar tegenover staat dat het aantal landen dat de ADRS erkent de laatste jaren is afgenomen. Van de 193 lidstaten van de Verenigde Naties zijn er nog maar 24 landen die ADRS erkennen. 

#### Schorsingen
Het lidmaatschap van Madagaskar werd op 20 maart 2009 opgeschort wegens een machtsgreep door Andry Rajoelina. Madagaskar werd na verkiezingen op 27 januari 2014 weer toegelaten tot de Afrikaanse Unie. Op 17 maart 2012 werd Guinee-Bissaus lidmaatschap opgeschort wegens een staatsgreep. Guinee-Bissau werd op 17 juni 2014 na verkiezingen weer toegelaten. Hetzelfde gebeurde op 23 maart 2012 voor Mali vanwege de staatsgreep door het leger. Mali werd op 25 oktober 2012 weer toegelaten tot de Unie, maar werd in 2021 na een tweede staatsgreep in een jaar tijd opnieuw geschorst. Op 25 maart 2013 volgde de Centraal-Afrikaanse Republiek, nadat rebellen de hoofdstad Bangui hadden bezet. De Centraal-Afrikaanse Republiek werd in 2016 weer toegelaten. Na de afzetting van Mohamed Morsi door het leger werd Egypte's lidmaatschap op 6 juli 2013 opgeschort. Op 17 juni 2014 werd Egypte weer toegelaten. Burkina Faso werd geschorst op 19 september 2015 nadat aanhangers van oud-president Blaise Compaoré de interim-regering hadden afgezet.

#### Lijst van lidstaten[22][23]
| - Algerije - Angola - Benin - Botswana - Burkina Faso (lidmaatschap opgeschort sinds januari 2022) - Burundi - Centraal-Afrikaanse Republiek - Comoren - Congo-Brazzaville - Congo-Kinshasa - Djibouti - Egypte - Equatoriaal-Guinea - Eritrea | - Ethiopië - Gabon (lidmaatschap opgeschort sinds augustus 2023) - Gambia - Ghana - Guinee (lidmaatschap opgeschort sinds september 2021) - Guinee-Bissau - Ivoorkust - Kaapverdië - Kameroen - Kenia - Lesotho - Liberia - Libië - Madagaskar | - Malawi - Mali (lidmaatschap opgeschort sinds juni 2021) - Marokko - Mauritanië - Mauritius - Mozambique - Namibië - Niger - Nigeria - Oeganda - Rwanda - Sao Tomé en Principe - Senegal - Seychellen | - Sierra Leone - Soedan (lidmaatschap opgeschort sinds oktober 2021) - Somalië - Swaziland - Tanzania - Togo - Tsjaad - Tunesië - Westelijke Sahara/SADR * - Zambia - Zimbabwe - Zuid-Afrika - Zuid-Soedan |

#### Observeerders
- Israël  (status als waarnemer opgeschort sinds 18 februari 2023 en status als waarnemer ingetrokken op 17 februari 2024) [24]

- Kazachstan
- Turkije
- Verenigde Arabische Emiraten

#### Relatie Afrika met de Caribische regio
Veel Caribische landen hebben geprobeerd om de banden met het Afrikaanse continent te verdiepen. De Afrikaanse Unie heeft naar het Caribisch gebied verwezen als de potentiële “Zesde Regio” van het blok. Sommige Caribische landen zijn lid geworden van Afrikaanse instellingen, waaronder Barbados, de Bahama's en Guyana, die allemaal lid zijn geworden van de Afrikaanse Export-Import Bank. Ook heeft de Caribische Ontwikkelingsbank een strategische samenwerkingsovereenkomst getekend met de Afrikaanse Ontwikkelingsbank (AfDB). Antigua en Barbuda hebben ook interesse getoond in een directe transportverbinding tussen Afrika en het Caribisch gebied.
In 2021 organiseerde Kenia virtueel de eerste gezamenlijke top van de Afrikaanse Unie samen met de Caribische Gemeenschap (CARICOM).

## Economie
In 2018 werd de Afrikaanse continentale vrijhandelszone (AfCFTA) gecreëerd tussen 54 van de 55 AU-landen, met uitzondering van Eritrea, en de vrijhandel begon op 1 januari 2021. De toekomstige doelstellingen van de AU omvatten een douane-unie, een interne markt, een centrale bank en een gemeenschappelijke munteenheid, waarmee de economische en monetaire unie tot stand wordt gebracht.
Het New Partnership for Africa's Development' (NEPAD-)programma is tevens een onderdeel van de AU.

## Cultuur

### Symbolen

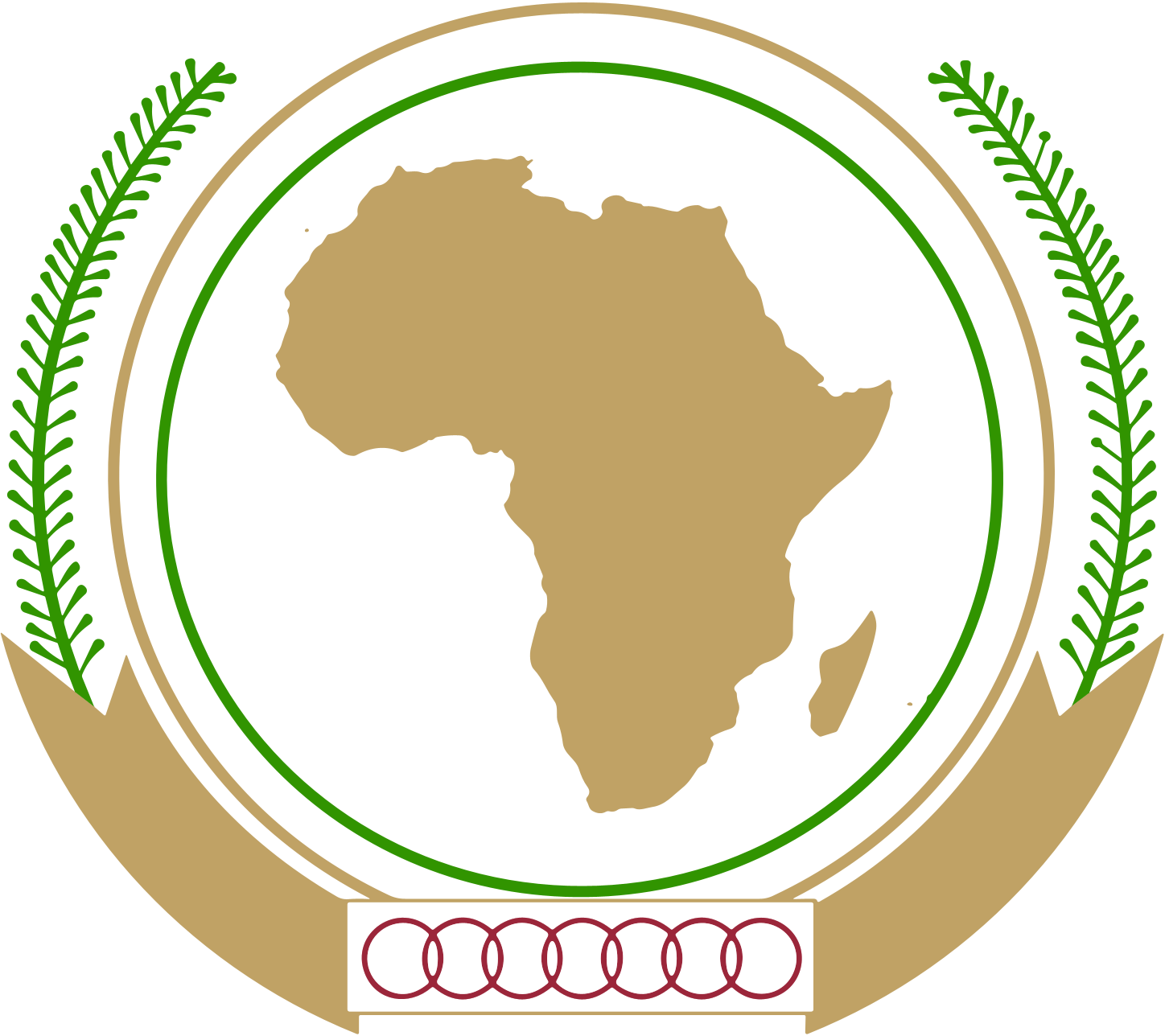
Embleem van de Afrikaanse Unie

Het embleem van de Afrikaanse Unie bestaat uit een gouden lint met kleine in elkaar grijpende rode ringen, waaruit palmbladeren omhoog schieten rond een buitenste gouden cirkel en een binnenste groene cirkel. Hierbinnen bevindt zich een gouden voorstelling van Afrika. De rode, in elkaar grijpende ringen staan voor Afrikaanse solidariteit en het bloed dat is vergoten voor de bevrijding van Afrika; de palmbladeren voor vrede; het goud voor de rijkdom en mooie toekomst van Afrika; het groen voor de hoop en aspiraties van Afrika. Om de Afrikaanse eenheid te symboliseren, is het silhouet van Afrika zonder binnengrenzen getekend.
De Afrikaanse Unie heeft haar nieuwe vlag aangenomen tijdens de 14e gewone zitting van de Vergadering van staatshoofden en regeringsleiders in Addis Abeba in 2010. Tijdens de 8e top van de Afrikaanse Unie die op 29 en 30 januari 2007 in Addis Abeba plaatsvond, besloten de staatshoofden en regeringsleiders een wedstrijd uit te schrijven voor de selectie van een nieuwe vlag voor de Unie. Zij schreven een groene achtergrond voor de vlag voor, die de hoop van Afrika symboliseert, en sterren om de lidstaten voor te stellen. 
Overeenkomstig dit besluit organiseerde de Commissie van de Afrikaanse Unie (AUC) een wedstrijd voor de selectie van een nieuwe vlag voor de Afrikaanse Unie. De AUC ontving in totaal 106 inzendingen van burgers uit 19 Afrikaanse landen en 2 uit de diaspora. De voorstellen werden vervolgens onderzocht door een panel van deskundigen dat door de Commissie van de Afrikaanse Unie was samengesteld en uit de vijf Afrikaanse regio's geselecteerd voor een shortlist volgens de belangrijkste aanwijzingen van de staatshoofden en regeringsleiders.
Tijdens de 13e gewone zitting van de Vergadering hebben de staatshoofden en regeringsleiders het verslag van het panel bestudeerd en uit alle voorstellen een vlag gekozen. De vlag maakt nu deel uit van de parafernalia van de Afrikaanse Unie en vervangt de oude vlag. 
De oude vlag van de Afrikaanse Unie heeft een brede groene horizontale streep, een smalle gouden band, het embleem van de Afrikaanse Unie in het midden van een brede witte streep, nog een smalle gouden band en een laatste brede groene streep. Ook hier symboliseren groen en goud de hoop en aspiraties van Afrika, evenals zijn rijkdom en mooie toekomst. Het wit staat voor de zuiverheid van Afrika's verlangen naar vrienden over de hele wereld. De vlag heeft geleid tot de creatie van de "nationale kleuren" van Afrika, goud en groen (soms samen met wit). Deze kleuren zijn op de een of andere manier zichtbaar in de vlaggen van veel Afrikaanse landen. Samen vormen de kleuren groen, goud en rood de Pan-Afrikaanse kleuren.  
De Afrikaanse Unie heeft het volkslied "Let Us All Unite and Celebrate Together" aangenomen (“Laten we ons allemaal verenigen en samen feestvieren”).

### Viering
Afrikadag (voorheen Afrikaanse Vrijheidsdag en Afrikaanse Bevrijdingsdag) is een jaarlijkse herdenking van de oprichting van de Organisatie voor Afrikaanse Eenheid (OAU) op 25 mei 1963, elk jaar op 25 mei. Andere vieringen zijn de volgende: 
- Het Fez Festival of World Sacred Music: een zevendaags feest voor harmonie tussen culturen met dans, Marokkaanse muziek, kunsttentoonstellingen en films.[34]
- Het Knysna Oyster Festival: gehouden in Knysna en gericht op sport, eten en het oestererfgoed.[35]
- Lake of Stars Festival: driedaags feest dat plaatsvindt bij het Malawimeer, waarbij Afrikaanse muziek wordt gepresenteerd en mensen van over de hele wereld welkom zijn.[36]
- Fête du Vodoun: ook bekend als het Ouidah Voodoo Festival dat jaarlijks op 10 januari in Ouidah plaatsvindt. Dit feest draait om rituelen op voodoo-tempels, met entertainment zoals paardenraces en traditionele drumvoorstellingen.[37]
- Umhlanga (ceremonie): is voornamelijk een besloten evenement voor jonge vrouwen. Op de zesde en zevende dag van de ceremonie worden de tradities in het openbaar gedaan.[38]
- African Border Day wordt jaarlijks gevierd op 7 juni om vrede, grensoverschrijdende samenwerking en regionale en continentale integratie in Afrika te bevorderen.
- Marsabit Lake Turkana Cultural Festival: gehouden in Kenia. Het festival viert de harmonie tussen volkeren met cultuur, zang, dans en traditionele kleding.[39]
- Enkutatash is het woord voor het Ethiopische Nieuwjaar in het Amhaars, de officiële taal van Ethiopië. Het valt op 11 september in de gregoriaanse kalender, behalve in het jaar voorafgaand aan een schrikkeljaar, dan valt het op 12 september.